# Stephomyia tetralobae
Stephomyia tetralobae är en tvåvingeart som beskrevs av Maia 1993. Stephomyia tetralobae ingår i släktet Stephomyia och familjen gallmyggor. Inga underarter finns listade i Catalogue of Life.